# Якшур-Бодья
Якшу́р-Бо́дья (рос. Якшур-Бодья) — село, центр Якшур-Бодьїнського округу Удмуртії, Росія.
Населення — 7252 особи (2010; 6944 в 2002).
Національний склад (2002):
- удмурти — 57 %
- росіяни — 39 %

Станом на 2002 рік існувало селище Сосновий (142 особи, з них удмурти — 57 %, росіяни — 40 %.)
Назва походить від загальнопермського яг — бір, шур — річка та Бодья — назва удмуртського роду.
Село розташоване на річці Селичка, притоці Іжа, за 41 км на північ від Іжевська.

## Історія
Вперше село згадується в переписі 1710 року як село Арської дороги, хоча офіційною датою заснування вважають 1716 рік. Вже 1745 року в атласі Російської імперії на карті вказано річку Якшур та село Якшур-Бодья. 3 жовтня 1824 року село відвідав російський імператор Олександр I, який зупинився в будинку Іванова по вулиці Пушиної, б.115. В кінці 19 століття перший купець Якшур-Бодьїнської волості Попов Захар Микитович за власні кошти збудував у селі дерев'яну церкву. Збудована 1861 року і освячена в ім'я Святого Миколая церква була закрита 1937 року. Того ж 1861 року село Бодьїнське стає центром Якшур-Бодьїнської волості. 1863 року в селі була відкрита земська школа, в поселенні було 34 двори з населенням 144 особи (по 72 жінок та чоловіків). 1878 року в селі побував фінський лінгвіст Аміноф Торстер Густав, який записав приклад удмуртської мови. 1890 року населення становило 163 особи, з яких 145 росіян та 18 удмуртів; 1897 року — 268 осіб (135 жінок та 133 чоловіки) у 50 господарствах. 1898 року відкрита перша бібліотека, 1913 року — фельдшерсько-акушерський пункт. Першим фельдшером став Чибілєв (Цибілєв) Йосип Ісакович, переведений із ФАП села Кекоран. З 1916 року цю посаду отримала Кокоріна Марія Яківна, яка працювала тут до 1957 року. На межі XIX–XX століть у селі існувала Якшур-Бодьїнська церковнопарафіяльна школа, яка 1930 року перетворена на Якшур-Бодьїнське педагогічне училище (1954 року переведений до села Дебьоси).
1917 року відкрито РАГС, 1920 року — Народний будинок просвіти, 1921 року створено міліцію на чолі з Олексієм Павлихіним та народний суд на чолі зі Слотіним Петром Давидовичем. Протягом довгого часу в селі не було ніяких промислових підприємств, в кінці 19 століття був збудований водяний млин. 1928 року в селі відкрито лікарню на 10 ліжок. 15 липня 1929 року село стало центром району. В 1929-1933 роках діяв будинок соціальної культури. З 1930 року в селі працювала артіль інвалідів, яка виготовляла мотузки, мочалки, рогозові кулі; працювала майстерня з ремонту взуття. 1931 року створюється сільгоспартіль «Відродження» на чолі з Черепановим Іваном Яковичем, яка займалась до 1945 року вирощуванням кролів. Того ж року в селі відкрито бібліотеку. 1932 року відкрито клуб, ветеринарну лікарню, пожежне депо, фотомайстерню, аптеку та молокозавод. 1933 року створено газету «Сталинъя» (з 1940 року «Красное знамя») на чолі з редактором Івшиним Василем Яковичем. 1934 року відкрито друкарню, прокуратуру на чолі з Жиховим Миколою Спиридоновичем. 1935 року збудовано двоповерхову будівлю лікарні, проведено телефонну лінію, започатковано радіо, створено лісництво, відкрито пекарню.
1937 року створено мисливський клуб, якому відведено 92 га лісових угідь, запущено електростанцію, відкрито цегельний завод (працював до 1985 року). 1938 року відкрито банк, будівлю якого 1988 року перетворено під дитячий садок № 5, військкомат на чолі з капітаном Востріковим Іваном Федоровичем та баню. 1939 року створено промкомбінат (з 1967 року ліспромгосп), у квітні відкрито дитячий садок-ясла № 1. У червні 1944 року відкрито санепідемстанцію, 1945 року — Державний районний архів. 1949 року при районній лікарні створено хірургічне відділення на чолі з Овечкіним Веніаміном Михайловичем; дитячий будинок переведено на станцію Узгінка (нині присілок Кекоран). У квітні 1954 року до села із Глазова була переведена школа-інтернат для сліпих дітей, заснована там 1922 року, 1984 року для неї побудовано нову будівлю. 1954 року збудовано стадіон та будинок культури (згорів 1988 року). В 1954-1960 роках у селі було проведене водопостачання. 1957 року лікарні надано статус Центральної районної, цього ж року село було зв'язане з Іжевськом першою в Удмуртії асфальтованою дорогою. З 1961 року починається газифікація села. 1966 року відкрито дитячий садок № 2 (закритий 2002 року). 1968 року збудована нова будівля лікарні, а 1975 року — поліклініка. 1976 року відкрито дитячий садок № 3 (закритий 1993 року), 1978 року — дитячий садок № 4, збудовано готель «Нива». 1981 року відкрито Якшур-Бодьїнський районний краєзнавчий музей. 1983 року був заснований дитячий ансамбль пісні й танцю «Чингилі» під керівництвом Ольги та Олега Кожевнікових. 1988 року відкрито дитячий садок № 6. 1989 року згоріли дитяча музична школа, дитяча бібліотека та будинок піонерів. 1990 року збудована гімназія, утворені хор «Ветеран», хореографічний ансамбль «Потішки» та школа мистецтв. 1991 року закладено мікрорайон «Північний». 1993 року відкрито будинок ремесел, закладено мікрорайони «Шкільний» та «Енергетиків». 1999 року збудовано церкву адвентистів сьомого дня та Свято-Миколаївську церкву. 2002 року при лікарні утворено цілодобову реанімацію, збудовано школу мистецтв. В листопаді 2003 року при школі відкрито музей, встановлено хрест на місці колишньої церкви. 9 вересня 2005 року при в'їзді до села була встановлена стела автора Князева Анатолія Клавдійовича.

## Урбаноніми
- вулиці — Авангардна (1961), Гагаріна (1963), Леніна (1950), Лісова (1950), Радянська (до 1982 — Мала Бодья), Ювілейна (1961)
- провулки — імені Б. Б. Гребенщикова (1990)

## Економіка
Станом на 1994 рік у селі працювали ТОВ «Сільгоспліс» (догляд та відновлення лісу, виробництво пиломатеріалів), ліспромгосп (виробництво зрубів, дверей, кухонних дощок), відділення «Іжторф», агрохімія, 2 міжгоспбуд організації, хлібозавод, молокозавод. У селі міститься центральна садиба КСП «імені Фрунзе».
Через село проходить автомобільна дорога Іжевськ-Глазов, від села відгалужуються автодороги на Шаркан та Кекоран. Найближча залізнична станція — Кекоран, знаходиться за 21 км на захід.
Серед закладів соціальної сфери у селі діють школа, гімназія, ліцей для сліпих дітей, школа мистецтв, 5 дитячих садочків, районний будинок культури, бібліотека, районний краєзнавчий музей, центральна районна лікарня. У селі є 2 пам'ятники історії та монументального мистецтва.